# Rattus andamanensis
Rattus andamanensis és una espècie de mamífer rosegador de la família dels múrids. Viu a altituds d'entre 0 i 2.000 msnm a Bhutan, Cambodja, l'Índia, Laos, Myanmar, el Nepal, Tailàndia, el Vietnam i la Xina. Es tracta d'un animal arborícola. Els seus hàbitats naturals són els boscos i els marges dels boscos. És una espècie en risc mínim, és a dir, no sembla que hi hagi cap amenaça significativa per a la seva supervivència. El seu nom específic, andamanensis, significa ‘andamanesa’ en llatí.